# Hans Chemin-Petit
Hans Helmuth Chemin-Petit (Potsdam, 24 giugno 1902 – Berlino, 12 aprile 1981) è stato un compositore, direttore d'orchestra e insegnante tedesco.

## Biografia
Nato a Potsdam, era figlio di Hans Chemin-Petit il Vecchio e di una cantante di concerti. Studiò dal 1920 al 1926 violoncello con Hugo Becker e composizione con Paul Juon presso la Musikhochschule di Berlino. Iniziò la sua carriera musicale come violoncellista. Nel 1929 portò in scena la sua prima composizione di successo, l'opera da camera Der gefangene Vogel, presso il festival dell'opera di Duisburg e nel 1933 eseguì per la prima volta la sua prima Sinfonia a Dresda, diretta da Fritz Busch. Oltre a Busch, furono suoi sostenitori anche Wilhelm Furtwängler, Siegmund von Hausegger e Hans Joachim Moser. Dal 1929 insegnò presso l'Accademia di Musica Sacra e Scolastica di Berlino.
Dopo l'ascesa al potere dei Nazisti, Chemin-Petit fece parte della Nationalsozialistischer Altherrenbund, che nel 1938 mutò il suo nome in Nationalsozialistische Altherrenbund der Deutschen Studenten. Divenne anche membro del Nationalsozialistische Volkswohlfahrt e del Nationalsozialistische Betriebszellenorganisation (NSBO), che tuttavia lasciò nel 1938. Fu nominato membro anche del Werkprüfungsausschuss der Deutschen Komponisten. Il 7 Ottobre 1934 poté suonare in un concerto della Berliner Philharmoniker e, nella medesima data, eseguì estratti della musica di scena dell'opera di Felix Mendelssohn Bartholdy Sogno di una Notte di Mezza Estate, che basata sull'opera teatrale di William Shakespeare. Nel 1936 venne nominato professore presso l'Universität der Künste di Berlino. Il 24 Maggio 1938, la cantata di Chemin-Petit An die Liebe venne eseguita come parte del Reichsmusiktage. Nel 1939, assunse la direzione del Reblingsche Gesangsverein e del coro della cattedrale di Magdeburgo e, nel 1943, anche del Philharmonischer Chor di Berlino. Nella fase finale della Seconda Guerra Mondiale, fu per breve tempo, dal 6 Dicembre 1944, un membro del Volkssturm.
Nel 1945, riottenne l'impiego presso la Musikhochschule di Berlino e, in più, divenne direttore del Coro Municipale di Potsdam. Dava lezioni di teoria musicale, composizione e direzione di coro. A Potsdam, fondò il "Collegium Musicum" nel 1945. Nel 1965, fu nominato direttore deputato dell'Hochschule für Musik di Berlino, posizione che mantenne fino al suo pensionamento, nel 1969. Nel 1963, fu nominato membro dell'Akademie der Künste di Berlino e divenne direttore del dipartimento di musica nel 1968.
Chemin-Petit è considerato uno dei più importanti direttori di coro del suo tempo e diede uno speciale contributo al Berliner Philharmonischer Cho, che condusse dal 1943 al 1981. Oltre alle più note opere dell'epoca barocca, classica e romantica, anche la musica contemporanea fu un'importante porzione del suo repertorio. Inoltre, condusse numerose prime esecuzioni di opere di autori quali Paul Hindemith, Johann Nepomuk David, Boris Blacher, Rudolf Wagner-Régeny, Günter Bialas e Harald Genzmer, così come di sue composizioni.
Chemin-Petit morì a Berlino all'età di 78 anni e fu sepolto presso il Cimitero di Luisenstädt.

## Premi
- Berliner Kunstpreis (1964).
- Bundesverdienstkreuz am Bande (25 Marzo 1968).[9]
- Goldene Nadel der Dramatiker-Union (1977).
- Ernst-Reuter-Plakette della città di Berlino (1977).
- Goldene Ehrennadel des Volksbund Deutsche Kriegsgräberfürsorge (1978).

## Il linguaggio tonale
Le opere principali di Chemin-Petit si possono includere nel campo della musica vocale corale e sinfonica. Le sue cantate e i suoi salmi sono particolarmente degni di nota. Scrisse anche opere orchestrali, opere liriche, musica da camera e numerosi piccoli pezzi per coro a cappella. Fu un compositore conservativo, le cui opere sono soprattutto tonali. Ciò che colpisce di molte sue composizioni è la sua grande preferenza per le forme compositive contrappuntistiche, come il canone, la fuga e la passacaglia, che seppe plasmare con sovrana maestria, anche nelle loro forme più complicate. Lo stile di Chemin-Petit unisce varie influenze da Heinrich Schütz e Johann Sebastian Bach ad Anton Bruckner, Max Reger e Paul Hindemith e può essere caratterizzato nel complesso come Neoclassicismo radicato nella tradizione del tardo Romanticismo tedesco, in cui si fondono elementi arcaici e moderni.

## Opere

### Opere liriche
- Der Gefangene Vogel, Opera lirica per persone o burattini (libretto di Karla Höcker; 1927, première a Berlino 1927).
- Re Nicolo, opera in 7 scene (libretto di Hans Chemin-Petit su testo di Frank Wedekind; 1959, première ad Aachen 1962)
- Die Komödiantin, opera leggera in 3 scene (libretto di Hans Chemin-Petit su testo di Heinz Coubier; 1965, première a Coburg 1970)
- I Rivali, opera da camera leggera (libretto di Hans Chemin-Petit e di Wolfgang Poch su testo di Gian Francesco Loredano; 1969, première a Berlino, 1984)
- Kassandra, dramma in 2 scene con prefazio ed epilogo (libretto di Hans Chemin-Petit su testo di Eschilo; 1980, première a Berlino, 1982)

### Musica vocale
- Von der Eitelkeit der Welt, cantata su testo di Andreas Gryphius per baritono e orchestra da camera (1935)
- Werkleute sind wir, cantata su testo di Rainer Maria Rilke per soprano, baritono, coro misto e orchestra (1944)
- Trittico di Salmi, 1962 composto da:
  - Il Salmo 90 per baritono, coro misto e orchestra (1953).
  - Il Salmo 150 per coro misto e orchestra (1954)
  - Il Salmo 98 per coro misto e orchestra (1962)
- Prooemion su testo di Johann Wolfgang von Goethe per coro misto e organo (1960) o per fiati e percussioni (1961)
- Summa vitae, cantata su testo di Kurt Ihlenfeld e basato sul Salmo 130, per coro misto e orchestra da camera (1964)
- Cantata Sinfonica basato su parole del Qoelet per contralto, coro misto e orchestra (1966)
- Introito e Inno sul testo del Salmo 148 for coro misto, organo, fiati, arpa e percussioni (1969)
- numerosi mottetti, inni, canzoni e madrigali per coro a cappella

### Musica per orchestra
- Concerto per Violoncello e Orchestra (1931)
- Sinfonia n. 1 in LA minore (1932)
- Prologo Orchestrale (1939)
- Concerto Orchestrale in RE maggiore (1944)
- Sinfonia n. 2 in DO maggiore (1949)
- Intrada e Passacaglia (1963)
- Concerto per Organo, Orchestra d'Archi e Timpani (1963)
- Music per Orchestra 1968 (1968)
- Concerto per Violino e Orchestra (1971)
- Concerto for flauto dolce (in FA) e clavicembalo con orchestra d'archi e percussioni (1973)
- Concerto sinfonico per orchestra (1976)
- Suite Serena per Orchestra (1980)

### Musica da camera
- 2 quaretti per archi, in MI minore (1925) e in SOL minore (1926).
- Piccola Suite per 9 strumenti solisti basati sulla musica per lo show per burattini Dr. Johannes Faust (1938)
- Trio in stile antico per oboe, clarinetto e fagotto (1943)
- 2 sonate per flauto dolce solista (in FA), in FA maggiore (1956) e in RE minore (1960)
- Quintetto per flauto, oboe, clarinetto, corno e fagotto (1948)
- Sonata in RE minore per flauto dolce (in FA) e organo in RE minore (1964)